# Asselfingen

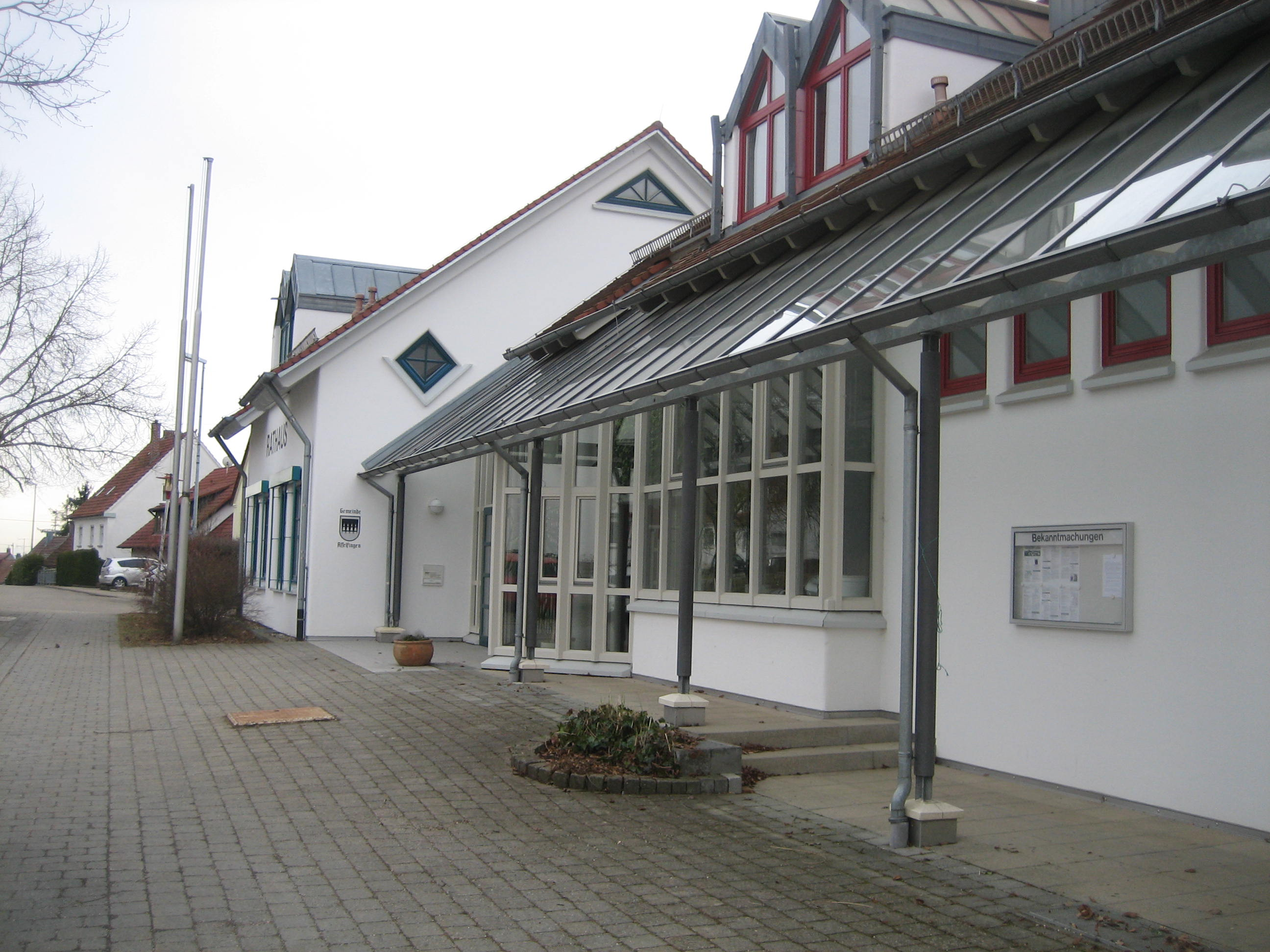
Rathaus

Asselfingen ist eine Gemeinde im östlichen Alb-Donau-Kreis in Baden-Württemberg.

## Geographie

### Geographische Lage
Die Gemeinde Asselfingen liegt auf einem Höhenrücken der Schwäbischen Alb südlich des Lonetals und am nördlichen Rand des Schwäbischen Donaumooses, rund 20 Kilometer nordöstlich von Ulm. Sie ist die östlichste Gemeinde des Alb-Donau-Kreises. Ihr einziger Ort ist das Dorf Asselfingen, das in der wenig eingetieften Mulde des Grabbachs liegt, der über eine Folge von Gräben, die überwiegend schon jenseits der Landesgrenze in Bayern verlaufen, südöstlich zur Donau entwässert.

### Nachbargemeinden
Die Gemeinde grenzt im Norden an den Ortsteil Bissingen der Stadt Herbrechtingen, im Osten an die Stadt Niederstotzingen, beide im Landkreis Heidenheim, im Süden an die zu Bayern gehörenden schwäbischen Städte Leipheim und Günzburg und im Westen an Rammingen.

### Schutzgebiete
Asselfingen hat im Süden Anteile am Landschaftsschutzgebiet Donauried, am FFH-Gebiet Donaumoos und am Vogelschutzgebiet Donauried. Im Norden hat die Gemeinde Anteil am Landschaftsschutzgebiet Mittleres Lonetal.

## Geschichte

### Vorgeschichte
Im Jahr 1939 wurde in der Höhle Hohlenstein-Stadel der Löwenmensch gefunden, eine Elfenbein-Figur aus der Altsteinzeit, die ein Mischwesen aus Mensch und Tier darstellt und die als eine der ältesten, von Menschen geschaffenen Kunstwerke gilt. Der Löwenmensch ist im Museum Ulm ausgestellt und Teil des UNESCO-Welterbes Höhlen und Eiszeitkunst der Schwäbischen Alb. Die Figur ist zudem das Leitsymbol der Tourismusregion Schwäbische Alb.

### Mittelalter und frühe Neuzeit
Asselfingen wurde erstmals 1143 in einer Schenkungsurkunde des Klosters Anhausen erwähnt. Im Jahre 1504 kam der Ort in den Besitz der Reichsstadt Ulm und wurde daher im Zuge der Reformation protestantisch. Bis 1785 war Asselfingen dem Oberamt Albeck zugeordnet, danach dem Oberamt Langenau. Im Jahre 1803 verlor die Reichsstadt Ulm ihren Status der Reichsunmittelbarkeit und kam im Zusammenhang mit den Umwälzungen des Reichsdeputationshauptschlusses mit allen Besitzungen zum Kurfürstentum Bayern, das 1806 zum Königreich erhoben wurde. Die Grenze zwischen den Königreichen Bayern und Württemberg wurde durch den Grenzvertrag von 1810 endgültig geregelt. Dabei wurde Asselfingen württembergisch.

### Verwaltungszugehörigkeit
Seit 1819 gehörte Asselfingen für mehr als ein Jahrhundert zum württembergischen Oberamt Ulm. Das Oberamt, welches während der NS-Zeit in Württemberg 1934 in Kreis Ulm umbenannt wurde, ging 1938 im neu umrissenen Landkreis Ulm auf, so dass Asselfingen von 1938 bis 1972 Bestandteil dieses Landkreises war. Von 1945 bis 1952 gehörte Asselfingen zum Nachkriegsland Württemberg-Baden, das nach dem Zweiten Weltkrieg in der Amerikanischen Besatzungszone gegründet worden war. Im Jahre 1952 gelangte die Gemeinde zum neuen Bundesland Baden-Württemberg. Seit der Kreisreform von 1973 ist die Gemeinde Teil des Alb-Donau-Kreises.

### Religion
Asselfingen ist seit der Reformation evangelisch geprägt. Die evangelische Kirchengemeinde Asselfingen gehört zum Kirchenbezirk Ulm der Württembergischen Landeskirche.

## Politik

### Verwaltungsverband
Die Gemeinde gehört dem Gemeindeverwaltungsverband Langenau mit Sitz in Langenau an.

### Gemeinderat
Der Gemeinderat in Asselfingen hat zehn Mitglieder. Bei der Kommunalwahl am 9. Juni 2024 wurde der Gemeinderat durch Mehrheitswahl gewählt. Mehrheitswahl findet statt, wenn kein oder nur ein Wahlvorschlag eingereicht wurde. Die Bewerber mit den höchsten Stimmenzahlen sind dann gewählt. Der Gemeinderat besteht aus den ehrenamtlichen Gemeinderäten und dem Bürgermeister als Vorsitzendem. Der Bürgermeister ist im Gemeinderat stimmberechtigt.

### Bürgermeister
- 1986–2002: Georg Unseld
- seit 2002: Armin Bollinger

Mit 95,2 % und 90,8 % der gültigen Stimmen wurde Armin Bollinger im November 2009 bzw. im Dezember 2017 im Amt bestätigt.

## Kultur und Sehenswürdigkeiten

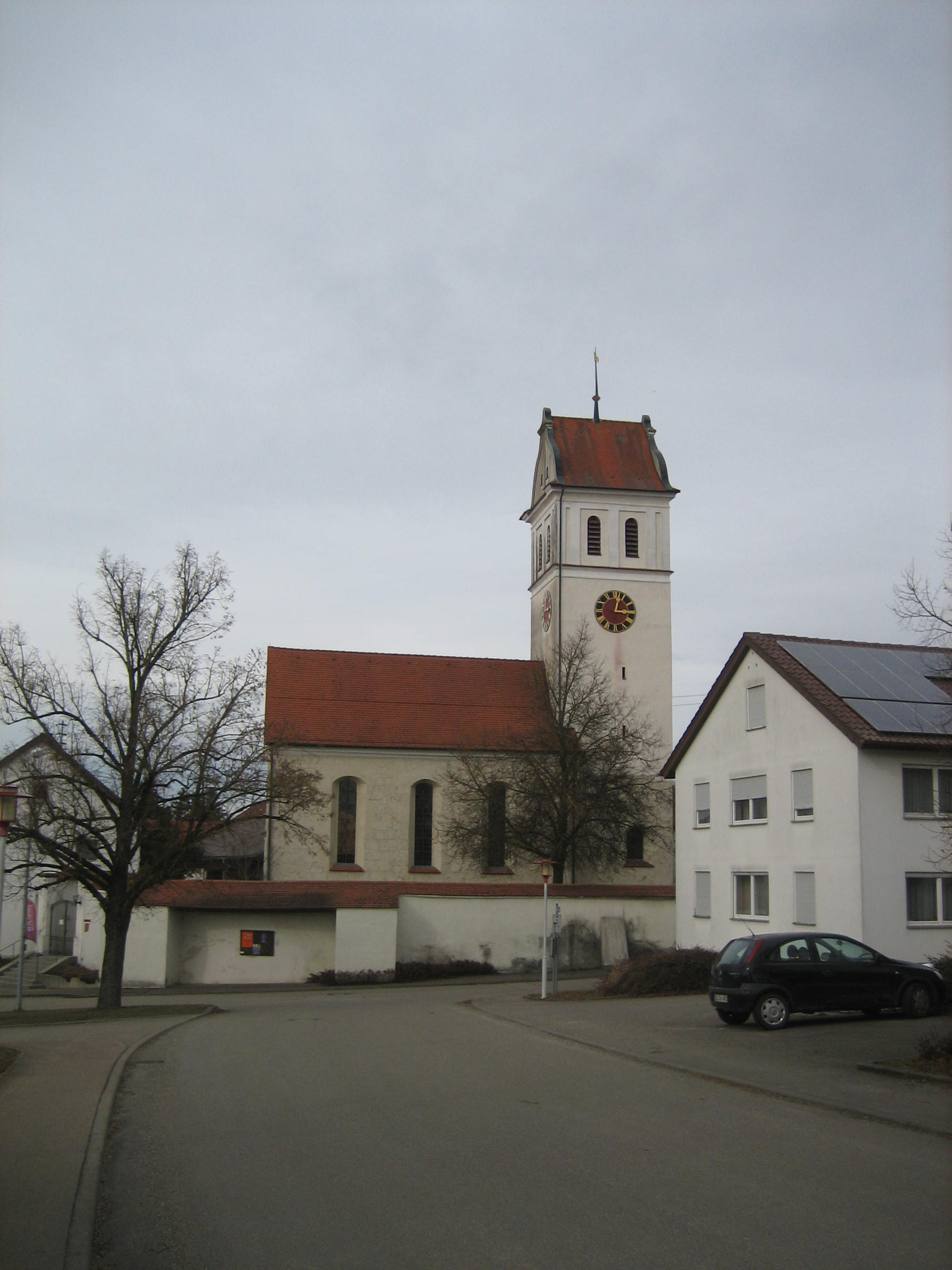
Evangelische Kirche St. Pantaleon

- Evangelische St. Pantaleon-Kirche,[4] ursprünglich eine Wehrkirchenanlage von ca. 1100, mit Turmchor und zusätzlicher Ostapsis. Die Kirche wurde 1748 durch einen rechtwinkligen Nordanbau zu einer Winkelkirche erweitert. Die Empore im Nordflügel trägt die Orgel, das historische Kastengestühl beider Arme des Schiffs war bis zur Renovierung 1967 längs und quer auf die Kanzel in der Südostecke ausgerichtet, wurde aber zugunsten einer räumlichen Längsbetonung Richtung Altar im Chor durch neues Gestühl ersetzt. Für das Rundfenster im Westen schuf Adolf Valentin Saile 1968 das Glasgemälde Michaels Drachenkampf (Werkstatt Saile, Stuttgart) und im Jahre 2004 gestaltete Hermann Geyer das Südfenster (Werkstatt Hubert Deininger/Ulm).

- 2013 wurde im Schulhaus ein Museum für Feuerwehrhelme und Bauerntrachten eröffnet.[5]

## Söhne und Töchter der Gemeinde
- Ursula Trumpf (1944–2020), Leichtathletin (Weitsprung)